# Катехол-О-метилтрансфераза
COMT (англ. Catechol-O-methyltransferase) – білок, який кодується однойменним геном, розташованим у людей на короткому плечі 22-ї хромосоми. Довжина поліпептидного ланцюга білка становить 271 амінокислот, а молекулярна маса — 30 037.
| 10         |  | 20         |  | 30         |  | 40         |  | 50         |
| ---------- |  | ---------- |  | ---------- |  | ---------- |  | ---------- |
| MPEAPPLLLA |  | AVLLGLVLLV |  | VLLLLLRHWG |  | WGLCLIGWNE |  | FILQPIHNLL |
| MGDTKEQRIL |  | NHVLQHAEPG |  | NAQSVLEAID |  | TYCEQKEWAM |  | NVGDKKGKIV |
| DAVIQEHQPS |  | VLLELGAYCG |  | YSAVRMARLL |  | SPGARLITIE |  | INPDCAAITQ |
| RMVDFAGVKD |  | KVTLVVGASQ |  | DIIPQLKKKY |  | DVDTLDMVFL |  | DHWKDRYLPD |
| TLLLEECGLL |  | RKGTVLLADN |  | VICPGAPDFL |  | AHVRGSSCFE |  | CTHYQSFLEY |
| REVVDGLEKA |  | IYKGPGSEAG |  | P          |  |            |  |            |

A: Аланін

C: Цистеїн

D: Аспарагінова кислота

E: Глутамінова кислота

F: Фенілаланін

G: Гліцин

H: Гістидин

I: Ізолейцин

K: Лізин

L: Лейцин

M: Метіонін

N: Аспарагін

P: Пролін

Q: Глутамін

R: Аргінін

S: Серин

T: Треонін

V: Валін

W: Триптофан

Кодований геном білок за функціями належить до трансфераз, метилтрансфераз, фосфопротеїнів. 
Білок має сайт для зв'язування з іонами металів, іоном магнію, S-аденозил-L-метіоніном. 
Локалізований у клітинній мембрані, цитоплазмі, мембрані.